# Eutricha
Eutricha is een geslacht van vlinders uit de familie van de spinners (Lasiocampidae).

## Soorten
- Eutricha bifascia (Walker, 1855)
- Eutricha capensis (Linnaeus, 1767)
- Eutricha fulvida (Distant, 1897)
- Eutricha morosa (Walker, 1865)
- Eutricha obscurum (Walker, 1855)